# Baltasar de Saiol
Baltasar de Saiol, en català antic Bahasar Sayol, (Barcelona, 1656 - Monestir de Poblet, 1738) fou Abat de Poblet en tres ocasions (1716-1720), (1724-1728) i (1732-1736).

## Saiol, estudiós cistercenc
Amb tan sols quinze anys, ingressà a l'Orde del Cister sota l'auspici del Poblet. Dedicat intensament a l'estudi, es doctorà en Arts i Teologia i fou nomenat rector del col·legi cistercenc de Lleida. Posteriorment fou també catedràtic per la Universitat de Lleida fins que fou escollit prior de Natzaret de Barcelona. En aquells anys va escriure el tractat sobre Historia de las grandezas del Real Monasterio de Poblet (en català, Història de les grandeses del Reial Monestir de Poblet), que va veure la llum el 1694.
El 1705 es traslladà al Regne d'Aragó on fou lector a Osca i confessor de les monges cistercenques de Trasobares (Província de Saragossa). Durant la Guerra de Successió donà suport públic als filipistes i, després de la guerra, fou escollit Abat de Poblet fins a tres vegades.

## Abat de Poblet
Sota els seus abadiats, el Monestir de Poblet va viure una època tranquil·la i vitalista; Saiol ordenà restablir alguns detalls de la vida monacal i, ja en el seu tercer mandat, va autoritzar les remodelacions del Priorat del Tallat, de la biblioteca i la gran sagristia barroca de Poblet (programada ja per l'Abat Dorda), per a les quals va comprar molts llibres i ornaments sagrats. També va acabar les obres de la galeria d'accés des del Palau de l'Abat Copons fins a l'església del monestir, de la que avui en queden únes poques pedres.
Amic i mentor del pare Jaume Finestres, li donà el suport necessari per esdevenir Mestre de l'Orde i ostentar el rectorat de Cervera, vila molt important després de la Guerra de Successió Espanyola. Saiol va dedicar molt de temps a l'escriptura; sermons, comentaris llatins, també va escriure una obra en defensa de la Congregació Cistercenca d'Aragó i Navarra i un catàleg d'arquebisbes, bisbes, abats i prelats de Catalunya, avui dia perduts.